# Hugo Boeschenstein
Hugo Boeschenstein (auch Böschenstein) (* 5. Juli 1900 in Stein am Rhein; † 20. März 1983 in Konstanz) war ein schweizerisch-deutscher Grafiker und Buchschmuck-Künstler. In der Zeit des Nationalsozialismus erwarb er die deutsche Staatsbürgerschaft und war ein aktives Mitglied der NSDAP. 

## Leben und Werk
Hugo Boeschenstein kam am 5. Juli 1900 als Sohn des Konditors Arthur Boeschenstein und dessen Frau Emilie, geb. Schulch, in Stein am Rhein zur Welt. Nach der Matura studierte er Grafik an der Kunstschule Basel und von 1921 bis 1923 an der Kunstakademie Karlsruhe; dort war er Meisterschüler bei Ernst Würtenberger.
1924 erfolgte die Übersiedlung nach Wangen an den Untersee, wo Boeschenstein, von Stein am Rhein kommend, ab 1. Januar 1925 offiziell gemeldet war und sich als freischaffender Grafiker niederließ. Verheiratet war er seit 1923 mit Mathilde Hauß aus Darmstadt, mit der er 1925 eine Tochter bekam. Das ursprünglich evangelische Paar trat nach 1933 aus der Kirche aus und galt fortan als gottgläubig. Boeschenstein zählte zur zweiten Generation der Höri-Künstler und zur Künstlervereinigung Der Kreis.
Mit dem im benachbarten Gaienhofen lebenden Schriftsteller und Arzt Ludwig Finckh verband ihn seit 1925 eine enge Freundschaft. Finckh unterstützte Boeschensteins Bemühungen, sich als Grafiker zu etablieren. So schrieb er die „Begleitworte“ zu mehreren seiner Holzschnittmappen mit Motiven der Hegau- und Bodenseelandschaft, die als signierte Handdrucke im Selbstverlag des Künstlers zwischen 1925 und 1935 in jeweils kleiner Auflage erschienen und die von Finckh vertrieben wurden. Mit diesen kleinformatigen Holzschnitt-Veduten machte sich Boeschenstein als Grafiker in der Bodenseeregion langsam einen Namen und setzte dabei auf den erst am Anfang stehenden „Fremdenverkehr“ als Absatzmarkt. Für den im Jahr 1927 erschienenen, vom Verkehrsverein Höri, Sitz Gaienhofen, herausgegebenen „Fremdenverkehrsführer“ besorgte Boeschenstein die Einbandgestaltung und mehrere Text-Holzschnitte. Auch zu Finckhs Erzählung Bricklebritt steuerte Boeschenstein die Textillustrationen bei und gestaltete den Bucheinband. Da der Absatz der Original-Grafiken trotz Finckhs intensiver Förderung unter den Erwartungen blieb und Boeschenstein von seiner künstlerischen Arbeit allein nicht leben konnte, betätigte er sich in Wangen auch als Fotograf, der sich im Verkauf von Passbildern eine Nebenerwerbsquelle schuf. 

### Zeit des Nationalsozialismus
Nach der Machtübernahme der Nationalsozialisten, die er begrüßte und deren antisemitische Ideologie er teilte, trat Boeschenstein, der 1936 die deutsche Staatsbürgerschaft erwarb, zum 1. Mai 1933 der NSDAP bei (Mitgliedsnummer 3.599.106). Finckhs Angaben zufolge habe ihn die Schweiz „geächtet, weil er Deutscher wurde und vom ersten Tag an auf deutscher Seite kämpfte auf vielen Fronten“. Als Unteroffizier der Wehrmacht sei, so jedenfalls Finckh, Boeschenstein „wohl der einzige Schweizer“ gewesen, der im Zweiten Weltkrieg „als deutscher Soldat gegen Frankreich, England und Russland kämpfte.“ Über Art und Dauer von Boeschensteins Dienst in der Wehrmacht gibt es jedoch bislang keine gesicherten Kenntnisse.  
Nach Angaben von Hannelore König, der Tochter des jüdischen Arztes Dr. Nathan Wolf, Wangen, sei Boeschenstein, der seine Grafiken – darunter ein Holzschnitt der Synagoge Wangen – vor 1933 vor allem an Juden verkauft und für den befreundeten jüdischen Schriftsteller Erich Bloch 1925 auch einen Bucheinband gestaltet hatte, „voll umgeschwenkt“ und ein „wirklicher (Ober)Nazi“ geworden. Als Hitlerjugendführer in Wangen sei er zudem ein Funktionsträger der Partei gewesen und neben NS-Bürgermeister Josef Denz und NSDAP-Ortsgruppenleiter Richard Schweizer einer der „schlimmsten“ NS-Repräsentanten und Judengegner im Ort.

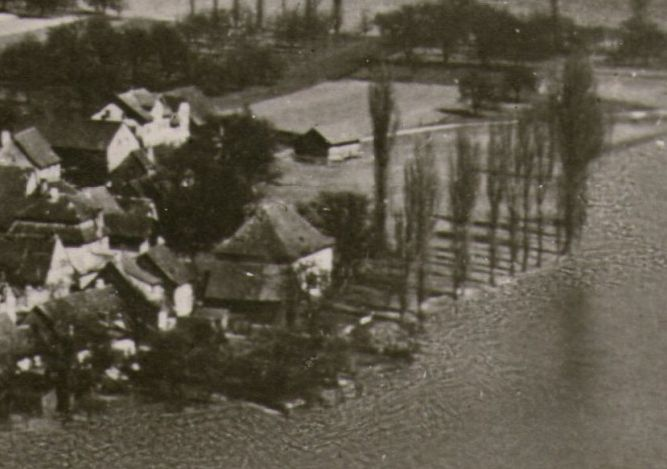
Die 1938 zerstörte Synagoge von Wangen (Mitte), zeitgenössische Ansichtskarte (Bildausschnitt), um 1930

Erich Bloch, der von 1922 bis 1929 in Wangen und von 1933 bis zu seiner Emigration 1939 nach Palästina in Gaienhofen-Horn lebte, musste selbst erfahren, wie sich sein vormaliger „guter Freund“ nach 1933 zu einem „bösartigen Nazi entwickelt(e)“: „Er soll dann auch, als wir schon fort waren, den Juden nichts Gutes getan haben. Die zwölf oder fünfzehn Juden, die noch in Wangen lebten, sind ja im Jahre 1940 alle deportiert worden, und er (Boeschenstein) soll dafür gesorgt haben, dass sie auch alle mitkamen.“
Laut Andrea Hofmann erlernte Boeschenstein „fast vierzigjährig zusätzlich einen ‚Brotberuf‘“ und verließ daraufhin Wangen. 1939 soll er als „Vermessungstechniker“ eine Anstellung bei der Stadt Überlingen gefunden haben. Während ihn das Einwohnerverzeichnis von Wangen noch 1938 als „Graphiker“ führte, war er mit seiner Familie bereits ab Mitte 1937 offiziell in Überlingen gemeldet; in den Überlinger Meldeunterlagen wird sein Beruf allerdings mit „Finanzangestellter“ angegeben.

### Ab 1945
Bloch zufolge sei er erst (wieder?) 1945 nach Überlingen gezogen, nachdem ihn die Schweiz mit einem Einreiseverbot belegt hatte und ihm zuvor die Schweizer Staatsbürgerschaft entzogen worden war. Der Zuzug nach Wangen sei ihm überdies auf Lebenszeit verboten worden. Als ehemaliges Parteimitglied hatte er sich vor der Französischen Militärregierung einem Entnazifizierungsverfahren zu stellen, über dessen Ausgang bislang nichts bekannt ist. In Überlingen arbeitete er bis zu seiner Pensionierung 1965 als Finanzangestellter und gründete die „Kleine Galerie“. 1976 zog Boeschenstein nach Konstanz, wo er 1983 im Alter von 82 Jahren starb. Sein Grab befindet sich auf dem dortigen Hauptfriedhof.

## Publikationen

### Schriften, Grafiken (Auswahl)
- Uferwärts. 12 kleine Holzschnitte vom Untersee. Handdrucke v. Hugo Boeschenstein. Begleitwort von Elga Kern. Selbstverlag, Wangen 1926.
- Die Halbinsel Höri. 12  Holzschnitte. Handdrucke v. Hugo Boeschenstein mit Begleitwort von Ludwig Finckh. Selbstverlag, Wangen 1927.
- Stein am Rhein. 10  Holzschnitte von Hugo Boeschenstein mit Begleitwort von Ludwig Finckh. Selbstverlag, Wangen 1928.
- Schaffhausen. 10  Holzschnitte von Hugo Boeschenstein mit Begleitwort von Ludwig Finckh.  Selbstverlag, Wangen 1929.
- Stadt Konstanz. 10  Holzschnitte von Hugo Boeschenstein. Stadler, Konstanz 1929.
- Wangen am Bodensee. 10  Holzschnitte von Hugo Boeschenstein mit Geleitwort von Karl Blanck.  Selbstverlag, Wangen 1930.
- Gaienhofen am Bodensee. 10  Holzschnitte von Hugo Boeschenstein mit Begleitwort von Ludwig Finckh. Selbstverlag, Wangen 1931.
- Stein am Rhein. 10  Holzschnitte von Hugo Boeschenstein mit Geleitwort von Ernst Bacmeister. Selbstverlag, Wangen 1932.
- Der Hegau. 10  Holzschnitte von Hugo Boeschenstein. Selbstverlag, Wangen 1934.
- Stadt Radolfzell. Holzschnitte von Hugo Boeschenstein mit Vorwort von Ludwig Finckh. Selbstverlag, Wangen 1935.

### Illustrierte Bücher, Buchschmuck (Auswahl)
- Erich Bloch: Stimmen des Lebens. Gedichte. Einbandgestaltung Hugo Boeschenstein. Buch- und Kunstverlag Konstanz, Konstanz (1925).
- Verkehrsverein Höri (Hrsg.) / Zimmermann Joseph (Text): Führer durch die Halbinsel Höri am Bodensee (Deutschland) . Die Ausstattung besorgte Hugo Boeschenstein, Graphiker in Wangen am Bodensee (Untersee). Deutsche Verlags-Anstalt, Stuttgart (1927).
- Gustav Grunau (Hrsg.): O mein Heimatland. Chronik für Schweizerische Kunst und Literatur. Verlag Dr. Gustav Grunau, Bern 1927.
- Ludwig Finckh: Bricklebritt. Einbandzeichnungen und Holzschnitte von Hugo Boeschenstein. Deutsche Verlags-Anstalt Stuttgart/Berlin/Leipzig 1926.
- Reinhard Frauenfelder (Hrsg.): Sagen und Legenden aus dem Kanton Schaffhausen. Gesammelt und herausgegeben von Dr. phil. R. Frauenfelder. Mit Illustrationen von Hugo Boeschenstein. Karl Schoch, Schaffhausen 1933.
- Ludwig Finckh: Der unbekannte Hegau. Mit Lichtbildern von Hilde Wilcke und anderen. Einbandillustration (Farbholzschnitt), Titel und Übersichtskarte gezeichnet von Hugo Boeschenstein. Verlag Konkordia, Bühl-Baden 1936.
- Ludwig Finckh: Gaienhofener Idylle. Erinnerungen an Hermann Hesse. Mit Illustrationen von Hugo Boeschenstein und Max Bucherer. Knödler Verlag, Reutlingen 1981, ISBN 978-3874211079.